# Religija na Kiribatiju
Religija na Kiribatiju, važan je dio kiribatskoga društva.
Prema vladinim statistikama iz 2010., kršćanske skupine čine oko 96 % stanovništva Kiribatija prema popisu stanovništva, od kojih su većina katolici ili pripadnici unijatnih protestanskih skupina. Osobe bez vjerske pripadnosti čine oko 0,05 % stanovništva. Pripadnici Katoličke Crkve koncentrirani su na sjevernim otocima, a protestanti su većina na južnim otocima.
Misionari su doveli kršćanstvo na ovo područje sredinom 19. stoljeća. Oni su nastavili sa svojom djelatnošću i djeluju slobodno. Ustav jamči slobodu vjeroispovjesti, a Vlada općenito poštuje to pravo. Društvene zloporabe ili diskriminacije na osnovi vjerskoga uvjerenja ili prakse dogođaju se, ali su relativno rijetke. 